# Ostrovit
Ostrovit este o companie producătoare de vinuri din România care deține marca de vinuri Domeniile Ostrov.
Compania deține 1.300 hectare de viță-de-vie, 700 de hectare de pomi fructiferi și 200 de hectare de legume și fructe.
Compania Ostrovit este deținută de omul de afaceri Horia Culcescu, finul lui Gigi Becali.
Domeniile Ostrov sunt situate în sud-vestul județului Constanța, de-a lungul malului drept al Dunării, pe terasa superioară, având o lungime de 30 de km.
Domeniile Ostrov reprezintă brandul umbrelă sub care se comercializează gamele de vinuri ale podgoriei Ostrov, care se întinde pe 1.300 de hectare.
Alături de podgoria de viță de vie compania mai deține aproape 500 de hectare de pomi fructiferi și 200 de hectare de legume.
Compania deține o fabrică în comuna Ostrov, județul Constanța și una în Lipnița.
Construcția fabricii din Lipnița a început în anul 2007, producția fiind demarată un an mai târziu.
Fabrica a atras o investiție de 7 milioane euro, iar în mai 2010 avea o capacitate de stocare este de 8 milioane de litri.
Horia Culcescu mai deține și companiile Leader International (fabrică de conserve de legume și fructe), Berser (sere) și Leoser (sere).
În 2008, afacerile cumulate ale acestor companii s-au ridicat la 40 milioane euro.
În anul 2013, compania a avut o cifră de afaceri de 19 milioane de lei, în creștere cu circa 20% față de perioada similară a anului trecut, însemnând 7,5 milioane de litri de vin.